# Osseily Hanna
Osseily Hanna (nacido como Osseily Hanna Gómez, el 18 de julio de 1978 en Londres), es escritor, fotógrafo y documentalista que radica en la Ciudad de México.Estudió química en el  King’s College de Londres, seguido por una maestría en ciencias computacionales en la University of Hertfordshire.
Después de desarrollarse como en el mundo de las finanzas, decide dejar su carrera para escribir su primer libro, Música y coexistencia, publicado en cinco idiomas.
Hanna es bilingüe inglés-español, y ha estudiado árabe, francés, italiano y turco.

## Obra
La primera obra de Hanna, “Music and Coexistence”, traducido a español, como Música y Coexistencia  es a la vez un estudio y un diario de viaje, ya que su autor explora el valiente trabajo de músicos que componen y tocan música con sus enemigos ostensibles o en situaciones sociales extraordinarias
Hanna dio una conferencia TED llamada “El poder de la música para superar la discriminación” en el teatro de la Ciudad de México que resume su trabajo de campo en 17 países que culminó en un libro y largometraje
La edición española de Music and Coexistence se presentó por primera vez en México en la FIL Guadalajara 2015
La edición portuguesa “O Poder da Musica” fue seleccionada como libro destacado en el plan nacional de lectura 2027
En su segunda obra, “Touring the Climate Crisis”, Hanna descubre, la dualidad de la vida y la muerte, y la esperanza que brota del miedo en un mundo cuyo
clima y futuro están cambiando más rápidamente que nunca; lo cual se convierten en el motor de su inspiración y lo motiva a transmitir la urgencia de la situación a la
que se enfrenta nuestro mundo actual.

## Filmografía
- My Little Drop of Honey (2020)[11]
- Music and Coexistence (2014)[12]